# Stefan-Andres-Gesellschaft

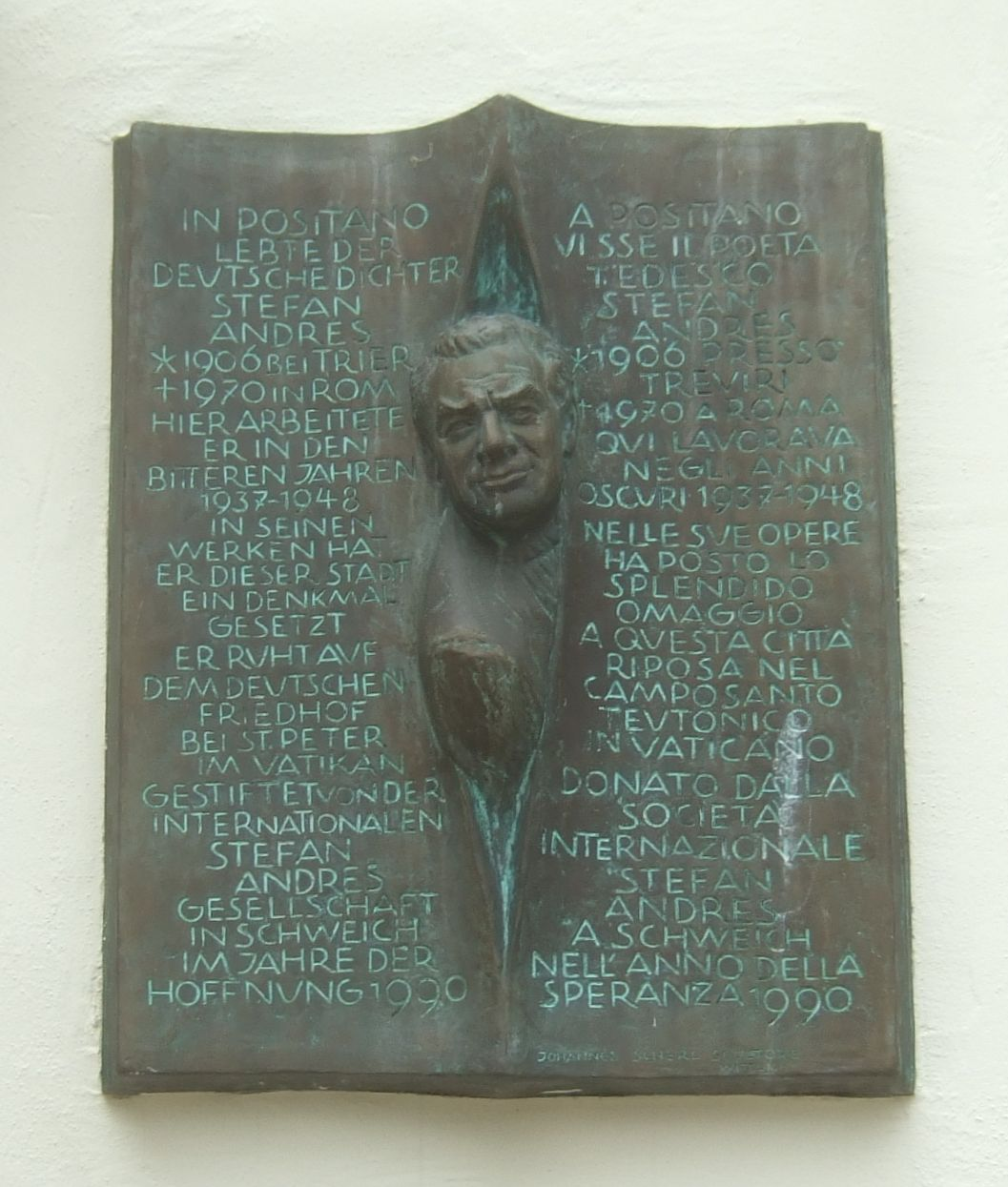
Gedenktafel für Stefan Andres am Niederprümer Hof

Die Stefan-Andres-Gesellschaft wurde 1979 in Schweich gegründet und hat etwa 350 Mitglieder. Sie hat seit 1983 ihren Sitz im Niederprümer Hof in Schweich und verwaltet dort das Archiv der Gesellschaft, dessen Materialien in einer ständigen Ausstellung in Auswahl gezeigt werden. Daneben gibt es eine Präsenzbibliothek sowie Büro- und Arbeitsräume.
Die Gesellschaft sammelt und archiviert Dokumente zu Leben und Werk von Stefan Andres, Buchausgaben der Werke und Sekundärliteratur. Sie veranstaltet Lesungen, Vorträge, Aufführungen und Rezitationen von dramatischen Werken, sowie Seminare, Kongresse und wissenschaftliche Tagungen. Auch führt sie Exkursionen und Studienreisen „Auf den Spuren von Stefan Andres“ ins In- und Ausland durch. 
Alle drei Jahre vergibt sie den „Stefan-Andres-Preis der Stadt Schweich für Literatur deutscher Sprache“ und veröffentlicht einmal jährlich die „Mitteilungen der Stefan-Andres-Gesellschaft“.